# مرغ مگس سینه‌پولکی
مرغ مگس سینه‌پولکی (نام علمی: Phaeochroa cuvierii) یک گونه از مرغ‌های مگس از خانواده مگس‌مرغان است. این تنها گونه‌ای است که در سردهٔ Phaeochroa قرار دارد.

## پراکندگی و زیستگاه
در بلیز، کلمبیا، کاستاریکا، گواتمالا، هندوراس، مکزیک، نیکاراگوئه و پاناما یافت می‌شود. زیستگاه‌های طبیعی آن جنگل‌های دشت نمناک نیمه‌گرمسیری یا گرمسیری و جنگل‌های پیشین به شدت تخریب شده‌است.

## زیرگونه‌ها
شش زیرگونه شناخته شده‌است:
- P. c. roberti (سالوین، ۱۸۶۱) - جنوب شرق مکزیک تا شمال شرق کاستاریکا
- P. c. maculicauda گریسکُم، ۱۹۳۲ - دامنه اقیانوس آرام کاستاریکا
- P. c. furvescens وِتمور ۱۹۶۷ - دامنه اقیانوس آرام غرب پاناما

- P. c. saturatior (هارترت، ۱۹۰۱) - جزیره کویبا (پاناما)
- P. c. cuvierii (دلاتره و بورسیر، ۱۸۴۶) - شرق، مرکز پاناما
- P. c. berlepschi هلمایر، ۱۹۱۵ - شمال کلمبیا